# ضربة مقوسة

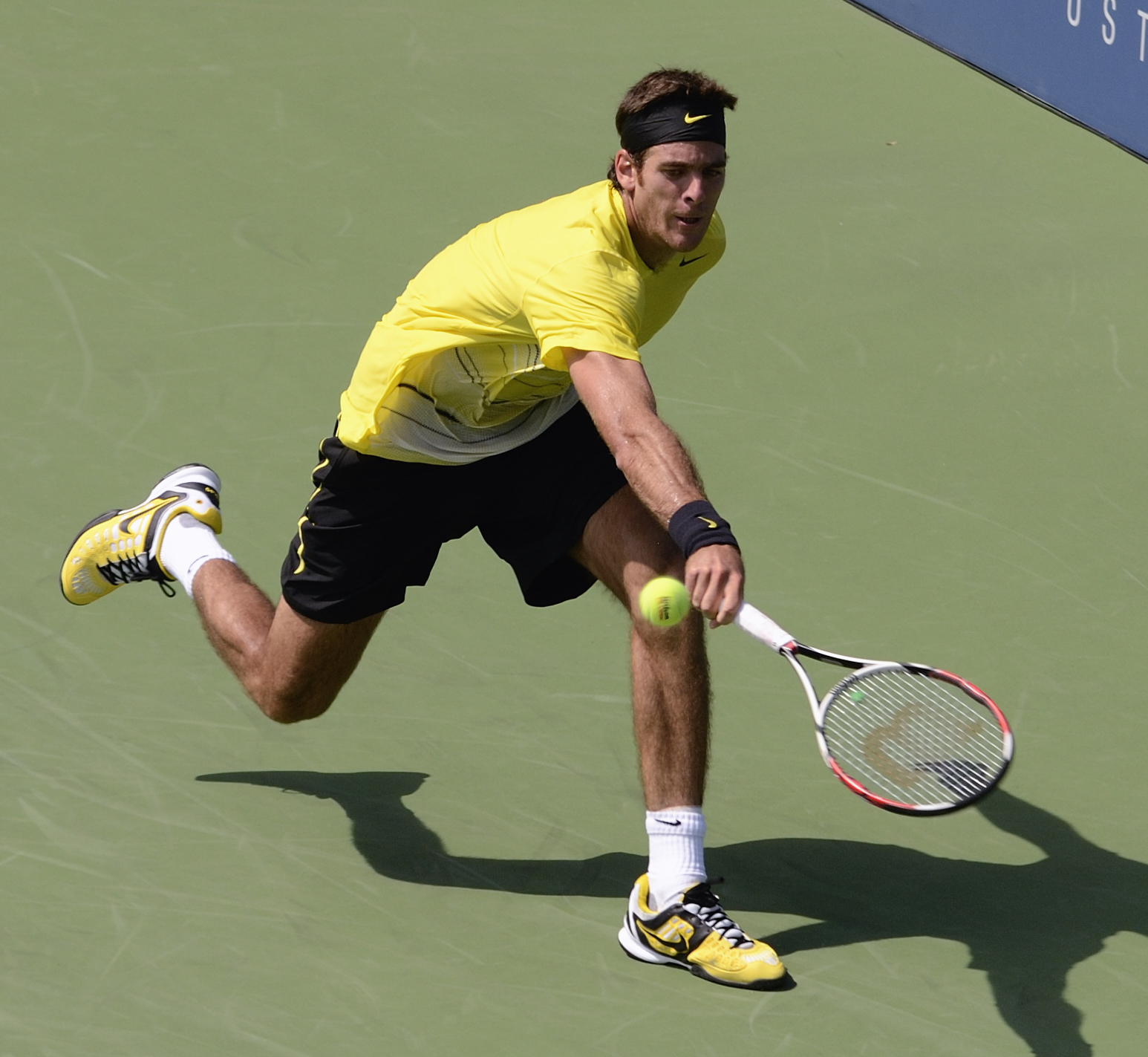
ضرب مقوسة مدافعة (دفاعية)

التصويبة المقوسة أو الضربة المقوسة في كرة المضرب ضرب الكرة عاليًا وعميقًا في ملعب الخصم. ويمكن استخدامها في الهجوم أو الدفاع.